# Adverbe ordinal
Ne doit pas être confondu avec Adverbe multiplicatif.
Les adverbes ordinaux permettent de hiérarchiser des éléments ou des sentences : premièrement, deuxièmement, troisièmement….
Le français emploie à côté de ses propres adverbes ordinaux ceux du latin, qui sont dans l'ordre :

## Premiers adverbes ordinaux latins
- 1 Primo (signifiant donc « en premier lieu ») - (en abrégé : 1o. Le signe supérieur est la lettre  petit o (o), et non un zéro ou le signe degré U+00B0 (°)[1]. Wikicode : {{o}}). Un caractère existe dans Unicode pour indiquer cet exposant : l’indicateur ordinal masculin U+00BA (º).
- 2 Secundo (2o)
- 3 Tertio (3o)
- 4 Quarto (4o)
- 5 Quinto (5o)
- 6 Sexto (6o)
- 7 Septimo (7o)
- 8 Octavo (8o)
- 9 Nono (9o)
- 10 Decimo (10o)
- 11 Undecimo (11o)
- 12 Duodecimo (12o)
- 13 Tredecimo (13o)
- 14 Quattuordecimo (14o)
- 15 Quindecimo (15o)
- 16 Sedecimo (16o)

etc.
Familièrement, on utilise également deuzio pour deuxièmement et, plus rarement, troisio pour troisièmement.